# Psalter (bog)
|  | For psalter som instrument se Psalter (instrument) |
Psalter eller psalterium kaldes Salmernes Bog, Davids 150 salmer samlet i én bog til liturgien. Der var i middelalderen et gallikansk og et romersk psalter.